# Дашинська сільська рада
Дашинська сільська рада (деколи — Дашенська сільська рада) — колишня адміністративно-територіальна одиниця та орган місцевого самоврядування у Хорошівському (Кутузівському, Володарському, Володарсько-Волинському) і Черняхівському районах Коростенської і Волинської округ, Київської й Житомирської областей Української РСР та України з адміністративним центром у с. Дашинка.

## Населені пункти
Сільській раді були підпорядковані населені пункти:
- с. Дашинка
- с. Курганці
- с. Писарівка
- с. Теренці

## Населення
Кількість населення ради, станом на 1923 рік, становила 1 223 особи, кількість дворів — 192.
Відповідно до результатів перепису населення СРСР, кількість населення ради, станом на 12 січня 1989 року, становила 962 особи.
Станом на 5 грудня 2001 року, відповідно до перепису населення України, кількість мешканців сільської ради становила 889 осіб.

## Склад ради
Рада складалася з 12 депутатів та голови.

## Керівний склад сільської ради
| ПІБ                         | Основні відомості                                                                        | Дата обрання | Дата звільнення |
| --------------------------- | ---------------------------------------------------------------------------------------- | ------------ | --------------- |
| Розбицький Леонід Антонович | Сільський голова , 1949 року народження, освіта, безпартійний                            | 26.03.2006   | 31.10.2010      |
| Шевченко Любов Миколаївна   | Сільський голова , 1962 року народження, освіта середня спеціальна, член Партії регіонів | 31.10.2010   |                 |

Примітка: таблиця складена за даними джерела

## Історія
Створена 1923 року в складі сіл Дашинка та Рудня-Шляхова Кутузівської волості Житомирського повіту Волинської губернії. 23 лютого 1924 року, відповідно до рішення Волинської ГАТК № 7/2 «Про зміни меж округів, районів та сільрад», до складу ради віднесено колонію Суховільська Мар'янівка Перша (згодом — с. Мар'янівка), пропущену при складанні попередніх списків.
Станом на 1 вересня 1946 року сільська рада входила до складу Володарсько-Волинського району Житомирської області, на обліку в раді перебували села Дашинка (Дашенька), Мар'янівка та Рудня-Шляхова.
11 серпня 1954 року, внаслідок виконання указу Президії Верховної ради УРСР «Про укрупнення сільських рад по Житомирській області», до складу ради включено села Курганці, Теренці та Човнова ліквідованої Теренецької сільської ради. 2 вересня 1954 року, відповідно до рішення Житомирського облвиконкому № 1087 «Про перечислення населених пунктів в межах районів Житомирської області», с. Рудня-Шляхова передане до складу Малогорошківської сільської ради, с. Мар'янівка — до складу Ставківської сільської ради. 5 березня 1959 року, відповідно до рішення Житомирського облвиконкому № 161 «Про ліквідацію та зміну адміністративно-територіального поділу окремих сільських рад області», до складу ради включено с. Писарівка ліквідованої Писарівської сільської ради, с. Човнова передане до складу Зубринської сільської ради Володарсько-Волинського району.
7 січня 1963 року, відповідно до рішення Житомирського ОВК № 2 «Про зміну адміністративної підпорядкованості окремих сільських рад і населених пунктів», до складу ради включено с. Рудня-Шляхова Володарськ-Волинської селищної ради. 27 січня 1965 року, відповідно до рішення ЖОВК № 39 «Про зміни в адміністративному підпорядкуванні деяких населених пунктів області», Рудню-Шляхову повернуто в підпорядкування Володарсько-Волинської селищної ради Черняхівського району.
На 1 січня 1972 року сільська рада входила до складу Володарсько-Волинського району Житомирської області, на обліку в раді перебували села Дашинка, Курганці, Писарівка та Теренці.
Припинила існування 27 грудня 2016 року через об'єднання до складу Хорошівської селищної територіальної громади Хорошівського району Житомирської області.
Входила до складу Хорошівського (Кутузівського, Володарського, Володарсько-Волинського, 7.03.1923 р., 8.12.1966 р.) та Черняхівського (30.12.1962 р.) районів.